# Michał Kurella
Michał Kurella (niem. Michael Kurella) (ur. 1722 w Pieckach, zm. 16 czerwca 1787 w Kozłowie k. Nidzicy) – pastor protestancki, przyrodnik i pszczelarz.
Był pastorem w kościele ewangelicko-augsburskim, ale jego pasją było pszczelarstwo. Przyjmuje się, że był pierwszym hodowcą pszczół w Prusach Wschodnich, który do tego zajęcia podchodził w sposób naukowy. Swoje doświadczenia i uwagi zawierał w pisanych przez siebie opracowaniach i poradnikach, m.in. „Die Praktische Bienenzucht Oder Erfahrungsmassige Anweisung” (1773).